# Mysta tchangsii
Mysta tchangsii är en ringmaskart som först beskrevs av Uschakov och Wu 1959.  Mysta tchangsii ingår i släktet Mysta och familjen Phyllodocidae. Inga underarter finns listade i Catalogue of Life.